# HK Mk 23 Mod 0半自動手槍
HK Mk 23 Mod 0（英語：Heckler & Koch Mk 23 Mod 0，其他稱呼：Mk 23 SOCOM、USSOCOM）是一款在1991年由德国槍械製造商黑克勒&科赫匠屬槍械設計師海穆特·威爾多（Helmut Weldle）所設計並且由製造商所生產的半自動手槍。Mk 23設計上是用作美軍特種作戰部隊的專屬手槍，可是由於體積太大不便攜帶及握持，實際上甚少被特戰幹員在行動中使用。這款手槍的特點是：配備比賽等級槍管、可加裝器和雷射瞄準器和能夠發射.45 ACP（11.43×23毫米）口徑的AA18、A475比賽等級高壓子彈。
該槍擊敗了柯爾特OHWS，通過美国特種作戰司令部於1990年代的招標。
雖然只是為了令整套系統得以完善及實用化，但此槍本身的設計也參考了各款手槍的多個常用部件。這款手槍由黑克勒&科赫設計，發射.45 ACP口徑手枪子彈，它最終擊敗了柯爾特OHWS，通過USSOCOM的“進攻型手槍武器系統”（下稱OHWS）計劃。而可加裝的器和LAM就分別由奈特軍械公司（下稱KAC）和透視科技公司設計和生產。

## 歷史
1980年代，美國特種作戰司令部為了加強下屬特戰隊員的作戰能力，向外發出了新型手枪的招標信息。1989年，按照該招標，Mk 23 Mod 0被設定為「進攻型」手槍。軍用版本的MK 23 Mod 0的套筒上刻有“Mk 23 USSOCOM”的銘文。
1991年年底，黑克勒&科赫以HK USP為基礎所改進而成的Mk 23 Mod 0，按照要求被提交到特種作戰司令部，並與其他公司的產品（包括柯爾特OHWS）進行競標。在經過嚴格測試以後，該槍最終擊敗柯爾特OHWS並且獲特種作戰司令部採用，經過少量修改後成為現在的Mk 23 Mod 0。
第一批Mk 23 Mod 0在生產完畢後已經於1996年5月1日交付到了特種作戰司令部使用。而黑克勒&科赫亦在同年把Mk 23及其配件商業市場化。

## 設計細節
Mk 23 Mod 0被定位為一款比賽等級的軍用手槍，並且可以在50碼（45.72公尺）以內打出2英寸（51毫米）的角分範圍，相當於4 MOA。1991年，黑克勒&科赫決定將Mk 23 Mod 0以HK USP的初步成果作為基礎開始研製和生產，其中後者才在1993年才開始正式生產；另外，在Mk 23 Mod 0發展成熟時，其使用的技術又被套用在HK USP之上。附帶一提，兩者都採用了類似白朗寧大威力手槍的設計。
Mk 23 Mod 0能夠在惡劣的環境中有著特別高的耐久性、防水性和耐腐蚀性。它使用一根特製的六边形膛線設計和槍膛鍍鉻的槍管，根除報告所指，其目的在於提高準確性和耐用性。它還裝有一個設於底把兩邊的手動保險和彈匣釋放按鈕，使得雙手皆能操作。手動保險的位置是在大型待擊解脱桿的後部，而彈匣釋放按鈕的位置是在扳機護環的後部，並且兩者都特別設計得很大，以便雙手的大拇指能夠直接操作和戴上手套射擊時輕鬆上彈。設於左側的大型待擊解脱桿是在手動保險的前部，能降低外置式擊錘以解脱待擊狀態。復進簣之中亦裝上了一個申请了专利的後座力緩衝部件以降低射擊時的後座力，從而提高精確度。Mk 23 Mod 0是一個武器系統的一部份，整個系統還包括一個可加裝的器、LAM，和其他一些附加功能，包括發射特殊的高膛壓比賽等級彈藥（.45 ACP高壓彈）。
在進行了一連串嚴格測試之後，證明了Mk 23 Mod 0能夠發射數萬發不同種類的.45 ACP子彈而且在過程中槍管沒有任何損壞或需要更換。即使在惡劣環境以下仍然可靠，完全符合特種作戰的要求。雖然理論上一發.45 ACP子彈已經具有相當的制止力，但是如果搭載亞音速子彈的話會更為適合使用器作微声射擊；而裝上其專用的消聲器以後可將噪音降低大約25分貝。此外，該槍與M1911手槍共享了多個設計特點，使對於M1911手槍有使用經驗的射手都能夠很容易地部份分解並且妥善地清潔及保養Mk 23 Mod 0。此槍亦裝備了套筒卡鎖，發射時可以消除套筒後座和拋彈殼所造成的噪音。

## 進攻型手槍武器系統（Offensive Handgun Weapon System，OHWS）

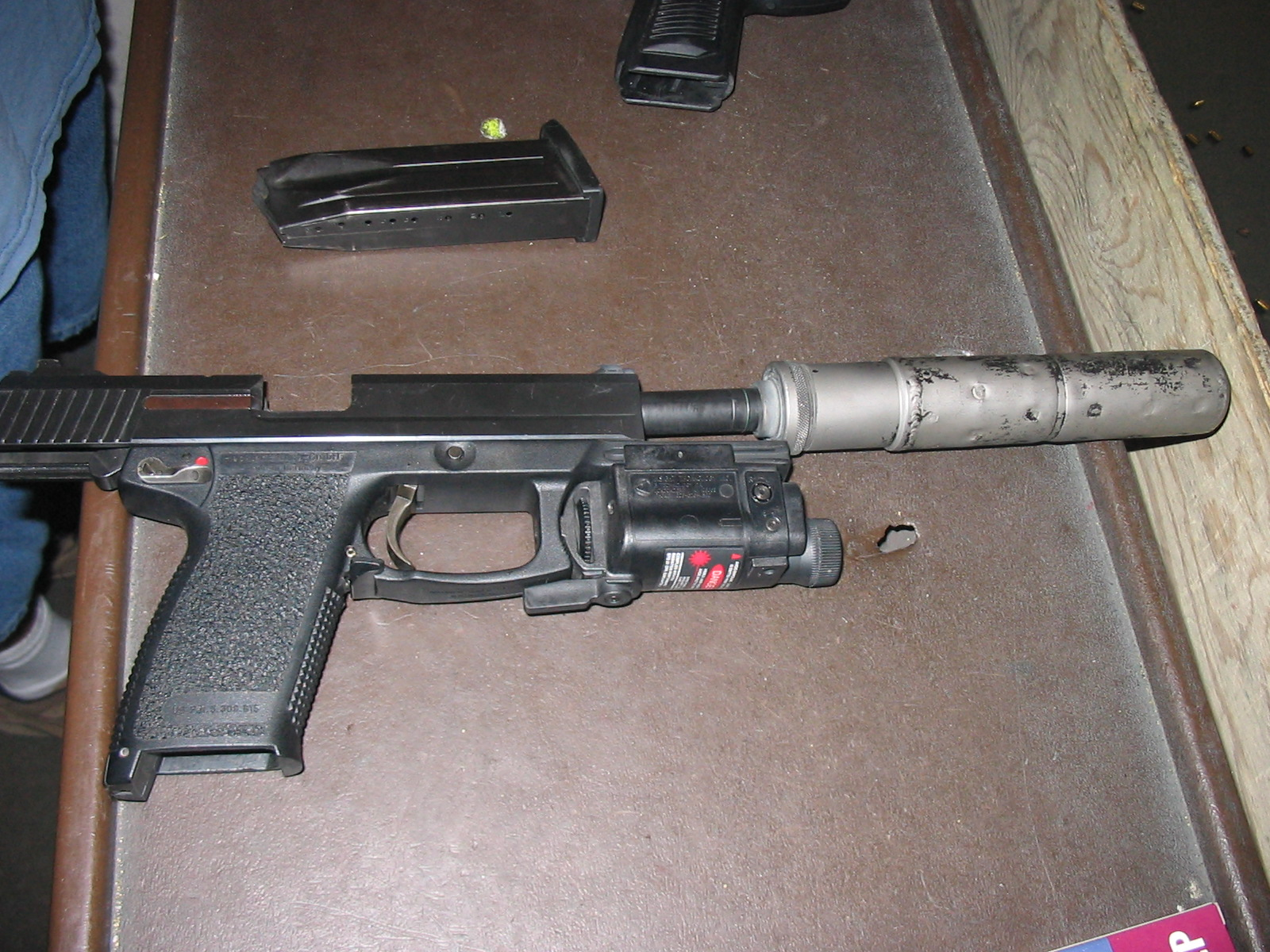
裝上消聲器和LAM（AN/PEQ-6）的Mark 23

1991年年底，Mk 23被提交到美國特種作戰司令部的OHWS競標中，其目的是能夠建立一套完整而無需像冲锋枪一樣的手槍武器系統。其競爭對手為柯爾特OHWS。黑克勒&科赫和柯爾特兩者的設計都是針對OHWS招標中所提出的需求，最終由Mk 23在這個項目之中勝出。
其器由KAC生產，並針對Mk 23 Mod 0的槍管前端螺紋而略為修改，使得消聲器能夠安裝在Mk 23 Mod 0的螺紋槍口上；而透視科技公司則贏得了LAM模組的合同，並且針對Mk 23 Mod 0在扳機護環前部的螺紋孔而對其LAM作略為修改（包括在後方追加固定螺柱），該部件後來被編為AN/PEQ-6。其中一些版本的LAM更可以發出肉眼不可見的红外线激光點，必需利用被動式夜視裝備才能看到。至少在商业的意義上，既然可以使用這些已被選定消聲器和LAM，也就是說可以裝上其他的消聲器和LAM。黑克勒&科赫表示其中兩種可在Mk 23上使用的消聲器，分別是美國KAC濕式消聲器和瑞士布魯加-托梅消聲器。而黑克勒&科赫對LAM方面則不像對消聲器那樣有專門指定產品，因此用戶對LAM的可選擇範圍比消聲器更大。
據一些使用者報告所指，由後座力所累積的影響可能會導致消聲器偶爾稍微鬆開，但相對而言這個問題是較容易解決的事。而其他使用者則指出，這把手槍的大尺寸槍身意味著其寬闊的握把並不是手比較小的人能夠舒適地握緊的。
黑克勒&科赫在1996年把Mk 23商業市場化亦製造了不同的衍生型，但是以後再沒有加以完善USSOCOM的Mk 23 Mod 0系統。
根據目前的資料作最後統計，H&K目前總共生產了1,986把Mk 23 Mod 0（編號由23—0101至到23—2086）。

## 民用型Mk 23
黑克勒&科赫亦生產了Mk 23的民用及執法機關使用型，並命名為Mark 23。它透過美国黑克勒&科赫分公司和德国黑克勒&科赫有限公司這兩間子公司出售。
截至2010年7月28日，黑克勒&科赫已經停止了Mark 23的生產。

### 美國的法律地位
在最初的美國市場之中，H&K只准出售Mark 23的10發彈匣，以符合美國聯邦政府在1994年頒佈的聯邦突擊武器禁制法案（簡稱：AWB）中禁止突擊武器條款。由於該條款已於2004年9月過期，Mark 23亦可使用和USSOCOM使用的Mk 23 Mod 0一樣的12發彈匣，而這些條款現在只在某些州被視為非法。

### 加拿大的法律地位
在現在的加拿大市場之中，Mark 23仍然只准出售10發彈匣，以符合加拿大在1995年頒佈的加拿大槍支法的禁止攻擊武器條款。（特別是刑法條例）

### 兩者區別
根據Mark 23的使用手冊所指，民用及執法機關使用型的Mark 23和政府型的Mk 23 Mod 0之間並有一些區別。而最大區別是在Mark 23的套筒。刻下“Mark 23”的是在第一年，1996年上半年生產；而所以有輥壓標記“MARK 23”的則是在是1996年中期到現在生產。這些銘文都取代了政府型原本的“MK23 USSOCOM”銘文。此外，民用型的啞光與光澤的表面處理不同。Mark 23有黃褐色與黑色底把（生產了500把黃褐色底把型）可供選擇。軍用與民用型的槍管都符合運動武器及彈藥製造商協會（簡稱：SAAMI）頂空進樣規格，而軍用槍管可讓球狀彈藥的操作更可靠。這些區別是按照運動武器及彈藥製造商協會的標準來進行生產。

## 缺失
儘管Mk 23 Mod 0早已發配到特種作戰部隊中，而且也具有極高精度等優點，可是作戰人員卻對於這種「進攻型」手槍並不太感興趣，而且它在尺寸和重量兩方面都實在過大和過重亦造成不少的批評。因為當手槍被設計為「進攻」用途而非「防守」用途，有意的摻入尺寸和重量固然能夠幫助吸收後坐力和保持更高的精度；但是這也降低了其在防守情況下的易用性、舒適性以及拔槍速度，這情況需要的反而是更傳統、緊湊得可方便單手持槍射擊的手槍。另外，整個Mk 23 Mod 0手槍系統成本過於高昂，不可能裝備到每一位戰鬥人員手上，因此很多特種作戰部隊傾向採用其他型號的手槍。
為了回應這些批評，黑克勒&科赫以原來的HK USP作為基礎，設計出戰術型HK USP；雖然戰術型HK USP仍然保留了Mk 23 Mod 0的大部分的成果，但戰術型HK USP並沒有像Mk 23 Mod 0有著過大和笨重這兩個問題，就算不能裝上Mk 23 Mod 0的LAM與消聲器（由於其採用的13.5×1毫米左手螺紋，相對於Mk 23 Mod 0的14.5×1毫米右旋螺紋），但是其他比Mk 23 Mod 0和戰術型HK USP更緊湊、更袖珍的戰術手槍都遠適合在特種部隊於反恐戰爭之中使用。而特種部隊使用緊湊戰術型HK USP（圖像）更是證明它在這一方面優秀的例子，因為它仍然可以安裝裝上Mk 23 Mod 0消聲器和各種的LAM，但是緊湊戰術型HK USP較其他戰術手槍輕，更使其成為特種部隊執行秘密行動時的首選。目前，黑克勒&科赫最新研發的.45 ACP口徑手槍，就是以P2000、P8、P30等型號的輪廓為藍本的HK45；其衍生型HK45緊湊戰術型，可算是黑克勒&科赫對緊湊戰術型.45 ACP手槍的最新答案。

## 使用國
- 喀麦隆
- 加拿大
  - 皮爾區警察
- 印度尼西亞
  - 印尼海军蛙人司令部（英语：Kopaska）
  - 印尼陸軍特種部隊司令部（英语：Kopassus）[15][16]
- 马来西亚
  - 马来西亚皇家警察特別行動指揮部[17]
- 摩洛哥
- 波蘭
  - 波蘭武裝力量行動應變及機動組[18]
- 土耳其
- 美国
  - 美國特種作戰司令部（1996年開始交貨）[1]

## 流行文化
HK Mk 23 Mod 0和Mark 23亦登場於多部电影、电視、电子游戏、動画和輕小說裡，例如：

### 電影
- 2003年—：由主角A.K. 華特斯上尉（Lieutenant A.K. Waters，飾演）等美國海軍員所使用，亦曾經裝上器以下使用。
- 2004年—：原來由K2所使用，後來被Lola所奪取。
- 2007年—：卡其色底把，由羅伯·奈佛（Robert Neville，飾演）用作佩槍。
- 2008年—：由罪犯用以到醫院向約翰·漢考克／街頭超人（John Hancock）復仇。
- 2008年—：由其中一名殺手使用。
- 2009年—：由（John Connor，飾演）和馬可仕·萊特（Marcus Wright，飾演）用作佩槍。
- 2012年—：原來由喬（Joe，飾演）所使用，後來被老喬（Old Joe，飾演）所奪取。
- 2015年—：裝上器，由亞歷杭德羅·吉利克（Alejandro Gillick，班尼西歐·狄奧·托羅飾演）所使用。
- 2016年—：「死侍」韋德·威爾遜（Wade Wilson／Deadpool，萊恩·雷諾斯飾演）廢料場收集的其中一種武器。
- 2019年—：由狄卡·邵（Deckard Shaw，傑森·史塔森飾演）所使用。

### 電視劇
- 2004年—：2005年8月5日第2季第4集（播出順序為第17集）“抵抗”（Resistance）之中，裝上二期原型鐳射瞄準器並且由反抗戰士塞繆爾·安德斯（Samuel Anders，邁克爾·特魯科飾演）所使用。
- 2007年—《火线警告》：
  - 2007年9月20日第1季第11集“死降”（Dead Drop）之中，原來由前海軍陸戰隊隊員、走私犯肯特（Kent）所使用，其後被邁克爾·韋斯特（Michael Westen，飾演）所奪取。
  - 2009年6月18日第3季第3集（播出順序為第31集）“逃走結束”（End Run）之中，為一名槍械工程師的收藏槍械。
- 2008年—《絕命毒師》：2010年4月4日第3季第3集（播出順序為第23集）“I.F.T.”與2011年8月7日第4季第4集（播出順序為第37集）“彈著點”（Bullet Points）之中，裝上器並且由私家侦探兼“清潔工（英语：Fixer (person)）”麥克·艾曼翠岳（Mike Ehrmantraut，強納森·班克斯飾演）所使用。
- 2013年—：型號為不鏽鋼型，2013年3月15日第1季第10集“瘋狂的混合物”（A Mixture of Madness）之中，由电脑骇客Job（Hoon Lee飾演）所使用。

### 電子遊戲
- 1998年—
- 1998年—：型號為Mk 23 SOCOM二期原型，由主角固蛇（Solid Snake）所使用，命名為「SOCOM」，可裝上器和雷射瞄準器。
- 2001年—：型號為Mk 23 SOCOM二期原型，由主角雷電（Raiden）所使用，命名為「SOCOM」，可裝上器和雷射瞄準器。
- 2002年—《Soldat》：命名為「USSOCOM」，附屬武器。
- 2002年—：命名為「US SOCOM」，可選擇加掛滅音器 探照燈或是紅外線瞄準具，同時可用以擊昏敵人，取得2把時可以雙手持槍射擊，或搭配迷你烏茲跟M1911A1雙手持槍射擊。
- 2002年—
- 2003年—：命名為「HK MK23」。
- 2003年—：型號為Mk 23 SOCOM二期原型，命名為「SOCOM」，消聲武器，可裝上器和AN/PEQ-6雷射瞄準器。
- 2004年—《特種部隊Online》：雙槍，載彈量合共為24發，目前推出的樂透武器版本：
  - 戀人雙槍MK23
  - Xmax Double MK23
- 2005年—
- 2005年—：由主角山姆·費雪所使用。
- 2006年—：型號為Mk 23 SOCOM二期原型，可裝上雷射瞄準器。
- 2007年—：可雙持，外型部份受HK P46影響。
- 2007年—《魅影小隊》：命名為「P4512」，Level 40時解鎖。
- 2007年—《戀愛少女與守護之盾》：主角如月修史（女裝化以後為山田妙子）的主要武器。
- 2008年—《戰地之王》：型號為Mk 23 SOCOM二期原型，為商城副武器威力最大之手槍，重量較重。
- 2008年—：型號為Mk 23 SOCOM二期原型，命名為「Mark 23 Mod 0」，可裝上器和雷射瞄準器。
- 2009年—《殺戮空間》：2012年7月5日「夏季雜耍」推出，命名為「MK23手槍」，以12發彈匣供彈，可雙持。
- 2009年—：由傑克·克勞薩所使用。
- 2010年—：命名為「MK.23」，由主角山姆·費雪所使用，初始載彈量為12發，最高提升至18發，被歸類為手槍，預設具有器，可裝上雷射瞄準器和發射中空彈。
- 2010年—：以12發彈匣供彈，可裝上器。
- 2011年—《SecretGame CODE:Revise》：主角藤田修平的武器。
- 2012年—《III》
- 2013年—：最早於韓國版2015年9月17日時推出。在遊戲中的型號為Mk 23 SOCOM二期原型，使用啞黑色槍身、裝上雷射瞄準器和以12發容量彈匣供彈，命名為「MK23 OHWS」。中國大陸版於2015年9月23日時推出。
- 2013年—：型號為Mk 23 SOCOM二期原型，由主角雷電（Raiden）所使用，可裝上雷射瞄準器。
- 2017年—：命名為“SP M23”。
- 2017年—《少女前線》：型號為Mk 23的萌擬人化手槍戰術人形，被描述為貓娘，而且為充滿着進攻性的人形以呼應該槍為進攻型手槍。

### 動漫
- 1998年—《星際牛仔》：由ISSP保鏢所使用。
- 2003年—《惑星奇航》：未來主義的變種，整合了槍口補償器、戰術燈和雷射瞄準器，可全自動射擊。由警察部隊守衛所使用，其中一名守衛被殺以後被露西所奪取。
- 2003年—《神槍少女》：由合榭（ヒルシャー，聲優：江原正士／松風雅也）所使用。
- 2009年—《幻靈鎮魂曲》：裝有LAM模塊和抑制器，由江漣／Ein所使用。
- 2010年—《玩伴貓耳娘》：型號為Mk 23 SOCOM二期原型，為金武城真奈美（きんじょう まなみ，聲優：戶松遙）收藏的眾多手槍之一。
- 2011年—：裝上黑克勒&科赫公司出產的鐳射瞄準器並且由不知火亮（しらぬい りょう，聲優：江口拓也）所使用。
- 2012年—：由雷姆（レーム，Lehm，聲優：石塚運昇）所使用。
- 2013年—《核爆末世錄》：第2話未來，由川端滿男（かわばた みつお，聲：松本大）和川端雪子（かわばた ゆきこ，聲優：石川綾乃）分別用在脅持野村妙子和川端未來。

### 輕小說
- 1998年—：由梅麗莎·毛（メリッサ・マオ，聲優：根谷美智子）所使用。
- 2003年—《奇諾之旅》

## 資料來源
1. 1 2 3 4 5 6 7 8 9  Miller, David (2001). The Illustrated Directory of 20th Century Guns. Salamander Books Ltd. ISBN 1-84065-245-4.
2. 1 2  .   [2010-09-30]. （原始内容存档于2011-07-11）.
3. ↑  .   [2010-07-30]. （原始内容存档于2010-07-29）.
4. 1 2 3 4  Kinard, Jeff. . ABC-CLIO. 2004: 269–271  [2015-12-17]. ISBN 978-1-85109-470-7. （原始内容存档于2017-03-18）.
5. ↑  .   [2014-04-18]. （原始内容存档于2014-03-09）.
6. ↑  Nigel, Cawthorne. . Constable & Robinson Limited. 2012: 219–220  [2015-12-17]. ISBN 978-1-78033-731-9. （原始内容存档于2014-07-05）.
7. ↑  Tilstra, Russell C. . McFarland. 2011: 13  [2015-12-17]. ISBN 978-0-7864-8875-9. （原始内容存档于2014-07-05）.
8. ↑  .   [2009-07-03]. （原始内容存档于2009-06-27）.
9. ↑  .   [2020-09-26]. （原始内容存档于2012-04-12）.
10. ↑  . ATF. 2006-07-06  [2007-01-23]. （原始内容存档于2006-05-03）.
11. ↑  . ATF. 2006-07-06  [2007-01-23]. （原始内容存档于2006-05-03）.
12. ↑   (PDF).   [2009-07-03]. （原始内容存档 (PDF)于2008-09-10）.
13. ↑  Usa, Ibp; Publications, USA International Business. . Int'l Business Publications. 7 February 2007: 250  [2015-08-30]. ISBN 978-1-4330-5772-4. （原始内容存档于2014-07-05）.
14. ↑  . Hrvatski Vojnik Magazine.   [2010-06-12]. （原始内容存档于2010-08-22） （克罗地亚语）.
15. ↑  . ShadowSpear Special Operations News. January 28, 2009  [2010-02-10]. （原始内容存档于2010-02-11）.
16. ↑  Thompson, Leroy. . Special Weapons. December 2008  [2010-02-10]. （原始内容存档于2012-04-02）.
17. ↑  .   [2011-08-06]. （原始内容存档于2011-08-14）.

## 外部連結
- （英文）—H&K官方網頁（页面存档备份，存于）
- （英文）—H&K美國官方網頁（軍方）
- （英文）—H&K美國官方網頁（民用）
- （英文）—HKPRO—“SOCOM”（页面存档备份，存于）
- （英文）—HK Australia Mark 23 Technical Specifications
- （英文）—Modern Firearms—Heckler - Koch Mk.23 mod.0 US SOCOM pistol（页面存档备份，存于）
- （英文）—Weapon.ge—Heckler & Koch Mk.23 / Mark 23（页面存档备份，存于）
- （英文）—The Firearm Blog.com—
  - The Evolution of The H&K .45 ACP Handgun（页面存档备份，存于）
  - POTD: Designed in Germany, Made in the USA（页面存档备份，存于）
  - H&K Mark 23 Suppressed（页面存档备份，存于）
  - Top 5 Weirdest Guns（页面存档备份，存于）
  - TFBTV Doing What We Do: Shooting Compilation（页面存档备份，存于）
  - Book Review: Guns of the Special Forces 2001-2015（页面存档备份，存于）
  - More HK Grey Room Photos … We Can’t Get Enough!（页面存档备份，存于）
- （英文）—Remtek.com的HK MK 23技術資料及評論（页面存档备份，存于）
- （英文）或（德文）—Heckler & Koch Jagd- und Sportwaffen（页面存档备份，存于）
- （英文）—Special Operations Handgun Program（页面存档备份，存于）
- （英文）—Military, Security and Civilian Guns and Equipment—Heckler & Koch Mk 23 Mod 0 (SOCOM Pistol)（页面存档备份，存于）
- （英文）—YouTube—MK23 Video（页面存档备份，存于）
- （俄文）—Энциклопедия Вооружений－Хеклер Кох Мк23 (Heckler&Koch MK23/Mark23)（页面存档备份，存于）
- （简体中文）—D Boy Gun World（槍炮世界）—Mk23 MOD0美国特种作战突击队手枪（页面存档备份，存于）
- （繁體中文）—Civilian Gunner—H&K Mk23（页面存档备份，存于）